# Egbert Streuer

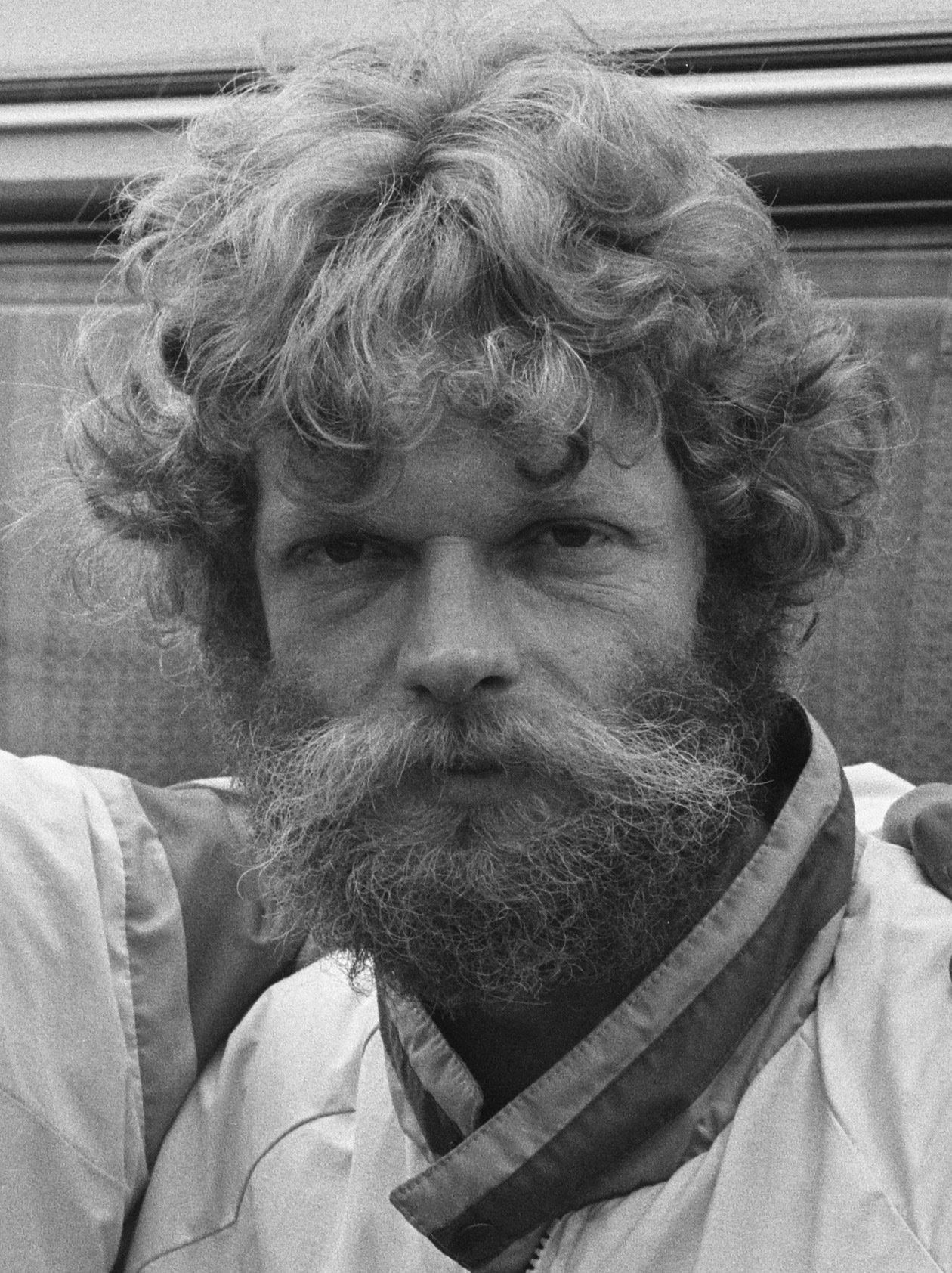
Egbert Streuer in 1984

Egbert Streuer (Assen, 1 februari 1954) is een Nederlands voormalig zijspancoureur en een van de succesvolste Nederlandse motorcoureur aller tijden. Voor het seizoen 1983 werd hem door de KNMV de Hans de Beaufort-beker toegekend.
Bijgestaan door bakkenist Bernard Schnieders werd hij wereldkampioen in 1984, 1985 en 1986. In de vijf daarop volgende jaren stond hij in de eindklassering steeds in de top drie. De zijspanklasse maakte in die tijd nog volop deel uit van het wereldkampioenschap wegrace en er was veel concurrentie. Streuers voornaamste rivalen waren Rolf Biland, Steve Webster en Alain Michel. In totaal behaalde Streuer 22 grand-prix-overwinningen, waarvan vijftien met Bernard Schnieders.

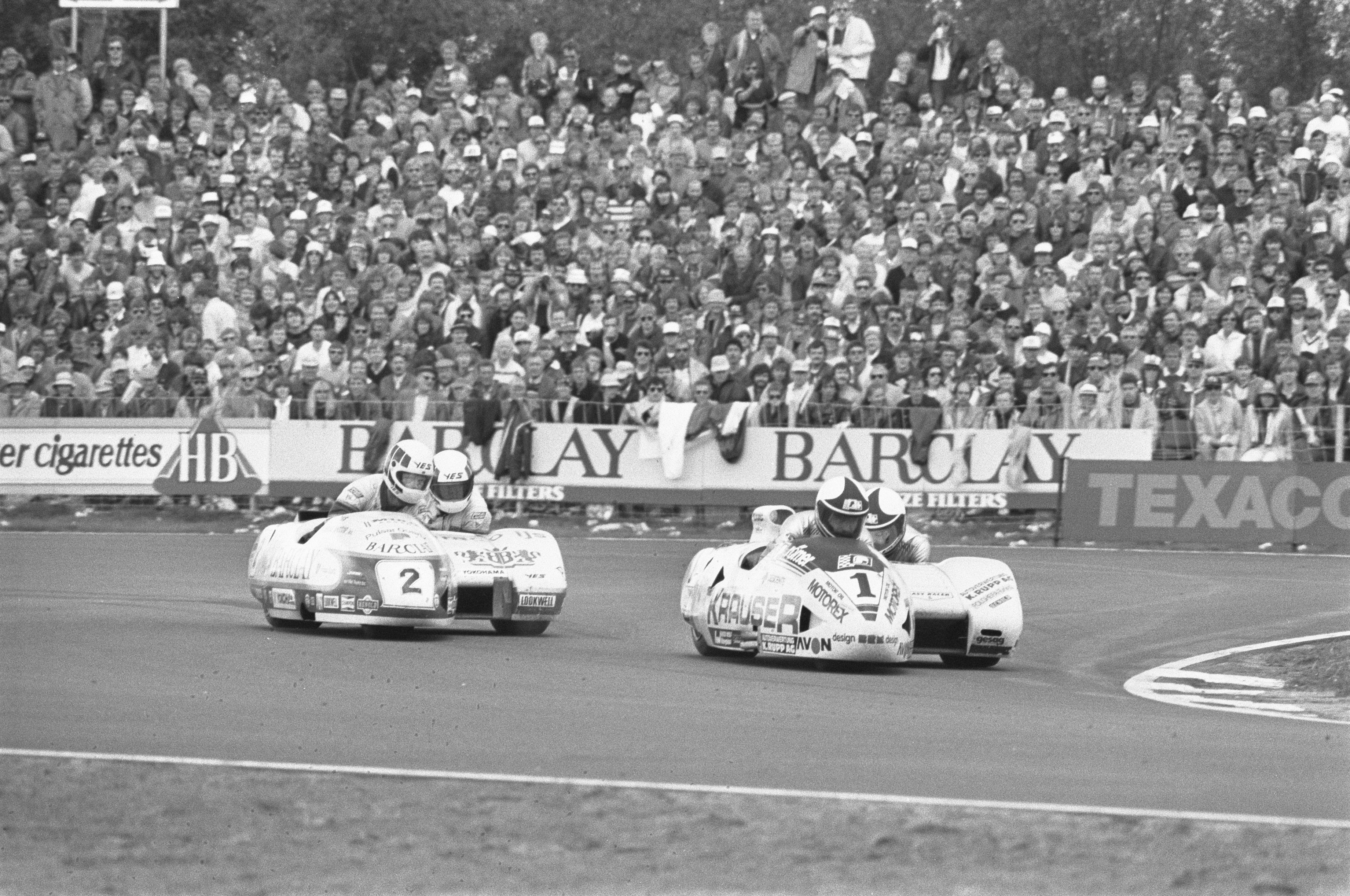
TT van Assen, zijspanrace. Links Egbert Streuer en Bernard Schnieders (nr. 2) in 1984

Hoewel Streuer en Schnieders al op bijna alle circuits triomfen hadden gevierd, wilde het aanvankelijk steeds niet lukken om de TT van Assen, hun woonplaats, te winnen. Een overwinning op Assen werd belangrijker dan de wereldtitel. In 1987 gingen ze eindelijk als eerste over de finish in hun thuis-grand prix. Streuer herhaalde dit in 1991.
De eerste bakkenist van Streuer was Johan van der Kaap met wie van 1978 tot 1980 aan de GP's werd deelgenomen. Nadat Van der Kaap om privéredenen was gestopt nam Bernard Schnieders in 1981 zijn plaats in.
Toen Schnieders eind 1988 stopte, werd zijn plaats ingenomen door Geral de Haas wat twee vicewereldkampioenschappen opleverde in 1989 en 1990. In 1991 en 1992 nam de Engelsman Peter Brown plaats in de bak, maar verdere successen bleven uit.
Streuer was niet alleen een snel en veilig coureur, maar staat nog steeds bekend als een uitermate vakbekwaam technicus. Met zijn ruige baard en imposante snor was hij een opvallende verschijning in het rennerskwartier, hoewel hij liever bescheiden op de achtergrond bleef.
Zijn zoon Bennie Streuer begon in 2007 met zijspanracen en hij behaalde in 2015 met bakkenist Geert Koerts het wereldkampioenschap.

## Overzicht

### Titel
- 1984 – Zijspan-wereldkampioen op LCR-Yamaha met bakkenist Bernard Schnieders[1]

- 1985 – Zijspan-wereldkampioen op LCR-Yamaha met bakkenist Bernard Schnieders[1]
- 1986 – Zijspan-wereldkampioen op LCR-Yamaha met bakkenist Bernard Schnieders[1]
- 22 Grand-Prix-overwinningen
- Nederlands Zijspan-kampioenschap:[2]
  - 1978, 1979, 1980 (met bakkenist Johan van der Kaap)
  - 1982, 1983, 1984, 1985, 1986, 1987, 1988 (met bakkenist Bernard Schnieders)
  - 1989 (met bakkenist Geral de Haas)
  - 1991 (met bakkenist Harry Hofsteenge)

### Wereldkampioenschap wegrace
| Seizoen    | Klasse     | Machine                                | Bakkenist                                                                                   | Overwinningen | Podiums | Punten | Eindstand      |
| ---------- | ---------- | -------------------------------------- | ------------------------------------------------------------------------------------------- | ------------- | ------- | ------ | -------------- |
| 1978       | Zijspan    | Schmid-Yamaha                          | Nederland Johan van der Kaap                                                                | 0             | 0       | 1      | 27.            |
| 1979       | Zijspan    | Schmid-Yamaha                          | Nederland Johan van der Kaap                                                                | 0             | 0       | 17     | 9.             |
| 1980       | Zijspan    | LCR-Yamaha                             | Nederland Johan van der Kaap. Nederland Boy Brouwer                                         | 0             | 1       | 52     | 4.             |
| 1981       | Zijspan    | LCR-Yamaha                             | Bernard Schnieders, Johan van der Kaap, Kenneth Williams, Raimo Leppänen en Charles Vroegop | 0             | 0       | 24     | 8.             |
| 1982       | Zijspan    | LCR-Yamaha                             | Nederland Bernard Schnieders                                                                | 1             | 3       | 47,5   | 4.             |
| 1983       | Zijspan    | LCR-Yamaha                             | Nederland Bernard Schnieders                                                                | 2             | 5       | 72     | 2.             |
| 1984       | Zijspan    | LCR-Yamaha                             | Nederland Bernard Schnieders                                                                | 3             | 5       | 75     | Wereldkampioen |
| 1985       | Zijspan    | LCR-Yamaha                             | Nederland Bernard Schnieders                                                                | 3             | 5       | 73     | Wereldkampioen |
| 1986       | Zijspan    | LCR-Yamaha                             | Nederland Bernard Schnieders                                                                | 5             | 5       | 75     | Wereldkampioen |
| 1987       | Zijspan    | LCR-Yamaha                             | Nederland Bernard Schnieders                                                                | 1             | 6       | 75     | 2.             |
| 1988       | Zijspan    | LCR-Yamaha                             | Nederland Bernard Schnieders                                                                | 0             | 4       | 97     | 3.             |
| 1989       | Zijspan    | LCR-Yamaha                             | Nederland Geral de Haas                                                                     | 2             | 7       | 136    | 2.             |
| 1990       | Zijspan    | LCR-Yamaha                             | Nederland Geral de Haas GBR Scott Whiteside                                                 | 3             | 9       | 167    | 2.             |
| 1991       | Zijspan    | LCR-Krauser                            | USA Pete Essaf GBR Peter Brown                                                              | 1             | 4       | 134    | 3.             |
| 1992       | Zijspan    | LCR-Stredor / LCR-Yamaha / LCR-Krauser | GBR Peter Brown                                                                             | 1             | 2       | 57     | 4.             |
| Samengevat | Samengevat | Samengevat                             | Samengevat                                                                                  | 22            | 56      | 1102,5 |                |